# Riquier de Centule
Pour les articles homonymes, voir Riquier.
Saint Riquier, en latin Ricarius, est un saint de l'Église catholique romaine qui évangélisa la Picardie au cours du VIIe siècle.

## Biographie

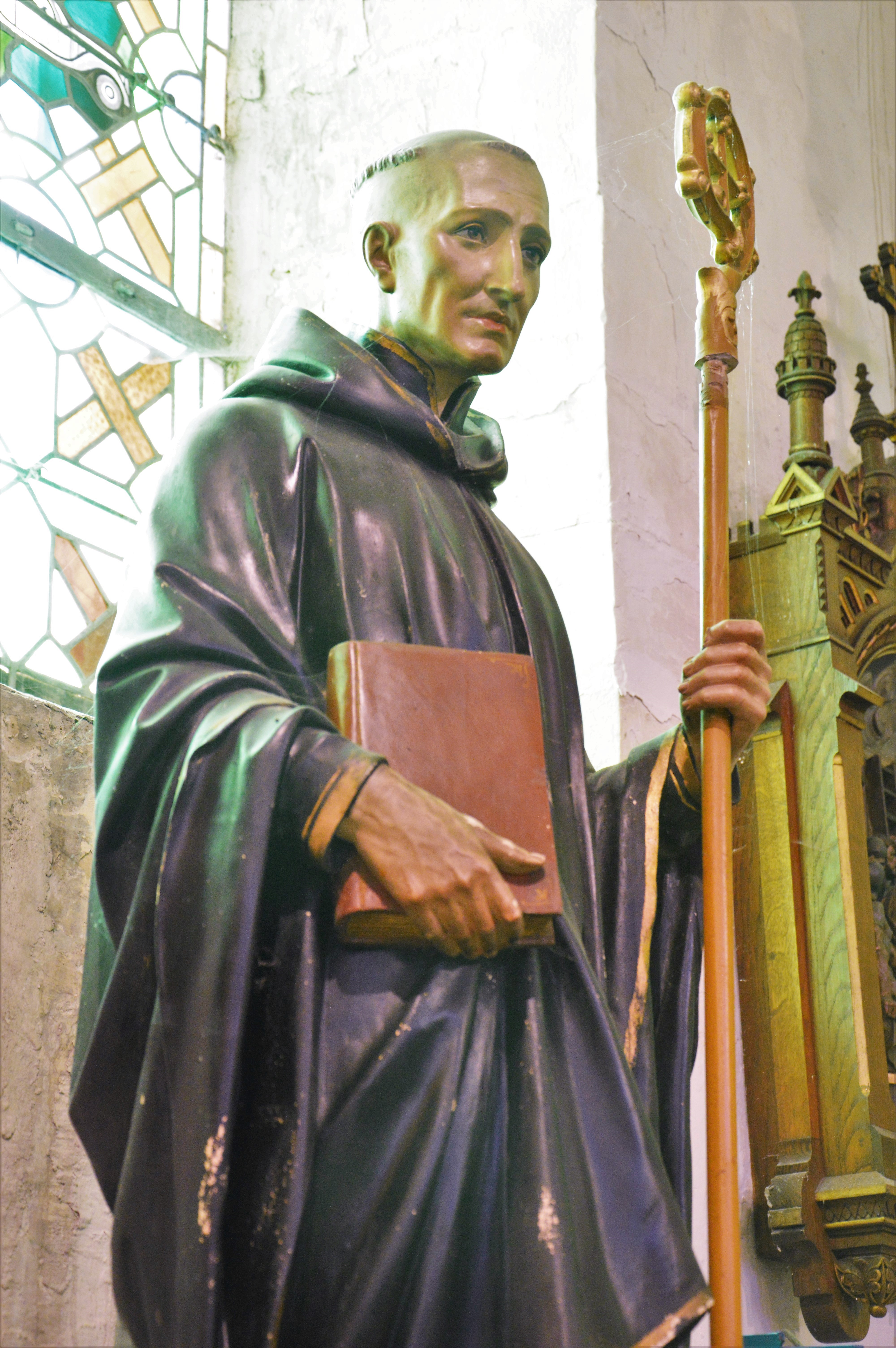
Statue de saint Riquier de la fin du XIX, Houchin, Pas-de-Calais, église Saint-Omer. Le saint y est désigné comme le protecteur des petits enfants.

Grand propriétaire terrien, Riquier fut converti au christianisme par les moines gallois Caidoc et Fricor qu'il avait sauvés de la population locale (païenne) qui s'en était prise à eux (comme Caidoc est mort, selon la tradition, en 580, Riquier serait donc né avant 570). Il soigna tout d'abord des lépreux puis partit en Grande-Bretagne comme missionnaire,,. Il s'emploie aussi à sauver et rapatrier certains prisonniers.
Selon une source, en 625, Riquier aurait fondé à Ponthieu un monastère nommé Centule, en latin Centula, qui pratiqua la règle de saint Colomban. De ce monastère naquit la ville de Saint-Riquier, puis le domaine abbatial d'Abbeville.
Riquier se fit ermite durant les dernières années de sa vie dans la forêt de Crécy en un lieu nommé Forest-Montiers et y créa un oratoire où il avait prévu d'être inhumé. Mais des pauvres, des malades et même des puissants vinrent le retrouver dans son ermitage pour lui demander conseil et prière. Après sa mort, sa dépouille fut transportée à Centule qui prit par la suite le nom de Saint-Riquier,,,. Il décéda, selon le Martyrologe romain, en l'an 645 :
« Au Monastere qu'ont  appelloit autrefois Centule, aujourd'huy Saint-Riquier dans le Ponthieu, Saint Riquier, Prestre et Confesseur (In monastério Céntula, in Gállia, sancti Richárii, Presbyteri et Confessóris.). »
Sa première biographie est écrite par son compagnon Sigobard. Le monastère de Forestmountier, construit près de Crécy (sur le site où se trouvait la cellule du saint), sera ensuite fusionné avec celui de Celles et rebaptisé Saint-Riquier. L'empereur Charlemagne s'y est rendu pour y passer les fêtes de Pâques. A cette occasion, le savant Alcuin qui accompagnait l'empereur écrit une « Vie » du saint dans un latin élégant.
L'Église catholique le fête le 26 avril,.